# Церковь Иконы Божией Матери Знамение (Арзамас)
Церковь Иконы Божией Матери Знамение — православный храм в городе Арзамасе на площади Гагарина.
Построена в 1801 году как «тёплая» церковь Троицкого прихода. Троицкий храм (1824 г.) утрачен в советское время. Он имел два придела: правый - Казанской иконы Божией Матери и левый - Иоанна Предтечи. Правый предел был освящён во имя Гурия и Варсонофия, казанских чудотворцев; левый — во имя преподобного Феодосия Тотемского.
В 1931 году церковь закрыли, в советское время в её здании располагался планетарий.
В 2003 году здание возвратили Православной церкви, после чего оно было отреставрировано. В 2010 году церковь была освящена
в честь иконы Божией Матери «Знамение».